# Hermann Furthmoser
Hermann Furthmoser (* 1934; † 2015) war ein österreichischer Dirigent, Chordirektor und Hochschullehrer.

## Wirken
Von 1968 bis 1971 war der Linzer künstlerischer Leiter der Wiener Singakademie,  von 1959 bis 1982 Chorleiter der Wiener Sängerknaben, von 1972 bis 1985 auch Leiter des Chores der Bachgemeinde Wien sowie von 1973 bis 1976 Chormeister des Wiener Männergesang-Vereins.
Furthmoser unterrichtete an der Universität für Musik und darstellende Kunst Wien am Institut für Streich- und andere Saiteninstrumente (Podium/Konzert). In seiner Funktion als Chorleiter war er an mehreren Tonaufnahmen der von ihm geleiteten Chöre maßgeblich beteiligt.
Seit 1953 war er Mitglied der katholischen Studentenverbindung KaV Norica Wien und seit 1957 der KÖHV Sängerschaft Waltharia Wien im ÖCV.

## Auszeichnungen
- Kulturmedaille des Landes Oberösterreich (2005)[5]